# Buflomedil
Buflomedil ist ein Arzneistoff zur unterstützenden Behandlung der peripheren arteriellen Verschlusskrankheit (paVK). Bei dieser treten beispielsweise beim Gehen Schmerzen in den Beinen auf, da die Arterien durch Ablagerungen in ihrem Lumen eingeengt sind und somit weniger Blut mit Nährstoffen in das Muskelgewebe der Beine gelangt.
Der Wirkstoff fördert die Durchblutung in mittelgroßen und kleinen arteriellen Blutgefäßen. Es ist ein unselektiver Antagonist an α-Adrenorezeptoren, wobei die vasodilatorische Wirkung hauptsächlich durch α1-Blockade zustande kommt.
Anfang 2012 mussten in den EU-Mitgliedsstaaten alle buflomedilhaltigen Medikamente vom Markt genommen werden, da schwere Nebenwirkungen aufgetreten waren und der therapeutische Nutzen als nur unzureichend beurteilt wurde.

## Pharmakologische Eigenschaften
Die α1-Adrenorezeptoren befinden sich vor allem auf den mittelgroßen und kleinen Arterien, beispielsweise in den Armen und Beinen. Wenn ein chemischer Stoff an diesen Rezeptor bindet (Agonist), löst dies eine Kontraktion der Arterienmuskulatur aus und der Durchmesser der Arterie wird kleiner (Vasokonstriktion). Dadurch nimmt der Blutfluss in dieser Arterie ab, und damit auch die Durchblutung des Gewebes, welches durch diese Arterie mit Blut versorgt wird. Buflomedil ist ein Antagonist der α-Adrenorezeptoren, es bindet an den Rezeptor, ohne eine Reaktion in der Arterie hervorzurufen. Dadurch können Agonisten des α1-Rezeptors, welche normalerweise ständig in geringen Mengen im Blut vorhanden sind nicht mehr an den Rezeptor binden, da die Bindungsstelle bereits vom Antagonisten Buflomedil besetzt und somit blockiert ist. Die Spannung der Arterienmuskulatur (Muskeltonus) sinkt und der Durchmesser der Arterie wird größer (Vasodilatation), da in der Summe weniger Rezeptoren mit α1-Agonisten besetzt sind. Durch die Vergrößerung des Lumens der Arterie steigt der Blutfluss und die Durchblutung, was man sich bei der peripheren arteriellen Verschlusskrankheit (paVK) zunutze macht.

## Nebenwirkungen
Da Buflomedil nicht nur α1-, sondern in gewissem Maße auch α2-Rezeptoren blockiert und diese beiden Rezeptoren auf vielen anderen Zellen (z. B. Nervenzellen) vorkommen, muss die gefahrlose Dosierung sehr genau festgelegt werden.
Versehentliche Überdosierungen oder bewusste Grenzverletzungen der Konzentrationsgabe des Medikaments können zu ausgeprägten Nebenwirkungen mit tödlichem Ausgang führen. Buflomedil hat eine geringe therapeutische Breite, d. h. Dosisbereich, in dem ein akzeptables Verhältnis zwischen gewünschten und erwünschten Wirkungen herrscht.

### Nebenwirkungen des zentralen und peripheren Nervensystems
Die Besetzung von α2-Rezeptoren führt im Zentralnervensystem (ZNS) allgemein zur Hemmung der Aktivität von Nervenzellen,
und somit allgemein zur Dämpfung der Erregung und Erregbarkeit des ZNS.
Werden diese α2-Rezeptoren blockiert fällt diese Hemmung weg und es kommt zu Nebenwirkungen, die sich durch die allgemeine Enthemmung im ZNS erklären lassen. Dies sind hauptsächlich fokale Anfälle und generalisierte tonisch-klonische Krampfanfälle („Grand-Mal“) mit Bewusstlosigkeit, die bis zu einem lebensbedrohlichen Ereignis, dem Status epilepticus übergehen können, welcher zum Tod führen kann.
Auch an Nervenzellen in der Peripherie außerhalb des zentralen Nervensystems befinden sich diese hemmenden α2-Rezeptoren. Nebenwirkungen, die sich hier durch die Blockade von α2-Rezeptoren herleiten lassen, sind z. B. Zeichen einer allgemeinen Übererregung von Nervenzellen, welche die Kontraktion der Muskulatur koordinieren (motorische Neuronen). 
Hier kann es als Nebenwirkung zu Muskelkrämpfen (Myoklonien) kommen. Muskelkrämpfe können aber auch das Ergebnis einer Enthemmung im zentralen Nervensystem sein durch Enthemmung von Neuronen, welche für die Motorik zuständig sind.

### Nebenwirkungen des Kardiovaskuläres Systems (Herz-Kreislauf)
Durch die Blockade von α1-Rezeptoren auf den Blutgefäßen kommt es allgemein zur Gefäßerweiterung (Vasodilatation), infolgedessen der Blutdruck stark abnimmt (Hypotonie).
Dadurch bedingt kann es zu einer Orthostase ("Kreislauf-Kollaps") mit kurzzeitiger Bewusstlosigkeit kommen. 
Auch kommt in der Summe weniger Blutvolumen zurück zum Herzen (Vorlast sinkt) und das Herz kann somit auch weniger Volumen pro Herzschlag in den Kreislauf pumpen. Da somit auch die Blutgefäße das Herz selber mit weniger Blut versorgen (Minderdurchblutung, Ischämie), können Schädigungen des Herzmuskelgewebes bis hin zu (vorwiegend ventrikulären) Herzrhythmusstörungen resultieren, welche im Extremfall zum Tode führen können.

## Marktrücknahme
Buflomedil war in Deutschland ab 1982 unter dem Handelsnamen Bufedil als verschreibungspflichtiges Arzneimittel im Handel. 
Wegen starker Nebenwirkungen bedingt durch eine geringe therapeutische Breite, geriet der Einsatz von Buflomedil in die Diskussion. In Frankreich wurden buflomedilhaltige orale Präparate 2006 (hingegen nicht die Infusion) vom Markt zurückgezogen. Im Mai 2011 empfahl die europäische Arzneimittelagentur (EMA), die Zulassung zunächst für orale buflomedilhaltige Medikamente in allen Mitgliedsstaaten auszusetzen, bis das Nutzen-Risiko-Verhältnis abschließend geklärt sei, etliche deutsche Pharmaunternehmen nahmen Buflomedil daraufhin bereits freiwillig vom Markt. Im November 2011 erweiterte die EMA die Empfehlung auch auf parenterale Darreichungsformen. Der begrenzte Nutzen von Buflomedil wiege das Risiko schwerer kardialer und neurologischer Nebenwirkungen nicht auf. Im Februar 2012 erging der entsprechende Durchführungsbeschluss der Europäischen Kommission an alle Mitgliedsstaaten.

## Streckmittel
Buflomedil wird teilweise als Streckmittel in Kokainproben und Ecstasy-Pillen gefunden.